# Cala s'Agulla

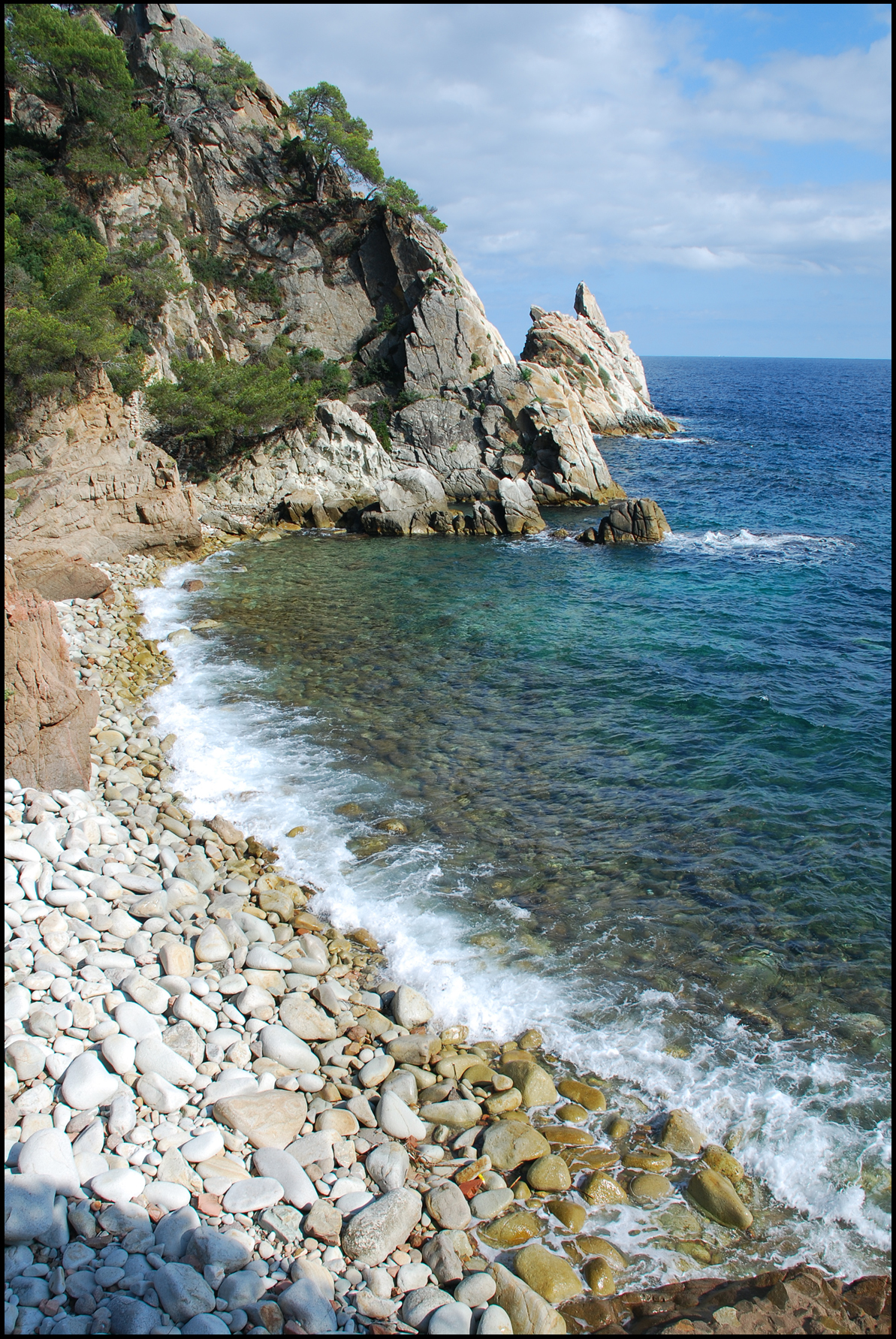
Els còdols de la platja i la punta de s'Agulla al final.

La cala s'Agulla, o platja de la cala s'Agüia, és una petita platja natural i solitària del municipi de Blanes (la Selva), situada prop del Jardí Botànic Pinya de Rosa. Té una longitud de 90 m i una amplada mitjana de 10 m, formada per còdols i blocs, per això no és un espai apropiat per a estirar-hi la tovallola, però sí que és un magnífic espai per a la pràctica d'snorkel.
El nom prové de la punta de s'Agulla, una punta rocosa que la protegeix al nord.